# Pristin
Pristin (en hangul, 프리스틴; romanización revisada, Peuriseutin; estilizado como PRISTIN y anteriormente conocido como Pledis Girlz) fue un grupo femenino surcoreano formado por Pledis Entertainment en 2017. Varias miembros de este grupo participaron en el programa de supervivencia Produce 101 y dos de ellas (Nayoung y Kyulkyung), debutaron como parte del girlgroup proyecto I.O.I después de quedar dentro del top 11 del programa. El grupo está compuesto por diez miembros: Nayoung, Roa, Eunwoo, Kyulkyung, Xiyeon, Rena, Sungyeon, Yehana, Yuha y Kyla. Y tiene una subunidad llamada Pristin V que debutó en 2018. El 24 de mayo de 2019, Pledis Entertainment hizo un comunicado sobre su disolución después de solo 2 años desde su debut oficial.

## Historia

### Predebut
En 2010, Xiyeon apareció en el video musical «Bang!» de After School, así como protagonista en algunos CF y dramas como actriz infantil. 
En 2013, algunas de las miembros actuaron junto a sus compañeros de empresa Seventeen durante sus conciertos «Like Seventeen». Nayoung también hizo apariciones en varios videos musicales, incluyendo «Game Over» de Kye Bum-zu, «Why Are We» de TROY y «Man of the Year» de Hanhae. Todas las miembros de Pledis Girlz aparecieron como bailarinas de apoyo en el video musical de Orange Caramel para su sencillo de 2014 «My Copycat».
En 2015, Eunwoo, Rena y Kyulkyung aparecieron en el video musical de Seventeen para «Mansae». Antes de unirse a Pledis Entertainment, Eunwoo había participado en los programas de televisión Superstar K4 y The Voice Kids.
Nayoung, Roa, Yuha, Eunwoo, Rena, Kyulkyung y Xiyeon compitieron en el programa de televisión de supervivencia de Mnet Produce 101, que se transmitió del 22 de enero al 1 de abril de 2016. Mientras que cinco de las miembros fueron eliminadas, Nayoung y Kyulkyung se convirtieron en parte de la alineación final para el grupo proyecto de chicas I.O.I, que hizo su debut el 4 de mayo con el sencillo «Dream Girls».
Yehana se desempeñó como backdancer durante el concierto de Seventeen en febrero de 2016.

#### Pledis Girlz
Pledis Entertainment anunció su equipo de predebut, Pledis Girlz, el 23 de marzo de 2016. Eunwoo apareció en un sencillo de Vernon de Seventeen titulado «Sickness», parte de la banda sonora para el webtoon Love Revolution el 23 de marzo. Realizaron conciertos del 14 de mayo al 10 de septiembre de 2016, en los que las miembros se presentaron en conciertos semanales, con la excepción de Nayoung y Kyulkyung, quienes promocionaban con I.O.I.
Lanzaron el sencillo digital «We», el 27 de junio, compuesto y escrito por Eunwoo y Sungyeon (Roa y Xiyeon apoyaron en la escritura).
En julio de 2016, Sungyeon se convierte en participante de la competencia de canto JTBC Girl Spirit.
Celebraron su último concierto como Pledis Girlz, "BYE & HI", el 6 de enero de 2017 y anunciaron su nombre de grupo oficial en el concierto para ser PRISTIN, que es una mezcla de "prismatic (brillante y claro)" y "elastin (impecable fuerza)".

### 2017-2018: Debut oficial con “HI! PRISTIN”, “SCHXXL OUT” y Pristin V.
El 2 de marzo, Pledis Entertainment lanzó un teaser a través de las redes sociales del grupo y confirmó su debut oficial el 21 de marzo de 2017, debutando así ese día con el miniálbum “HI! PRISTIN” y con la canción principal titulada “Wee Woo”. Se convirtieron en el primer grupo de chicas novatas en interpretar su canción debut en una transmisión en vivo durante Mnet Present. Pristin también formó parte de la alineación del festival KCON celebrado en Japón el 19 de mayo. El mismo día, se lanzó una versión remezclada de "Black Widow" como el segundo y último sencillo del álbum, que se interpretó en algunos programas de música para concluir las promociones de HI! PRISTIN.
El 3 de junio, se presentaron en el Dream Concert 2017 en el Estadio de la Copa del Mundo de Seúl. Su segundo miniálbum “SCHXXL OUT” fue lanzado el 23 de agosto, junto con el sencillo "We Like".
El 12 de octubre, se anunció que Kyla se tomaría un descanso de las actividades del grupo debido a problemas de salud. Regresó temporalmente a los Estados Unidos para concentrarse en su recuperación.
El 8 de mayo de 2018, se anunció que Pristin debutaría con una subunidad llamada Pristin V, compuesta por las miembros Nayoung, Roa, Eunwoo, Rena y Kyulkyung. Pristin V hizo su debut el 28 de mayo de 2018 con el álbum sencillo Like A V.”.

### 2019: Disolución.
El 24 de mayo del 2019, después de un año con muy pocas actividades, Pledis Entertainment anunció que, si bien Kyulkyung, Yehana y Sungyeon permanecerían en la compañía, las siete restantes (Xiyeon, Rena, Roa, Kyla, Nayoung, Yuha y Eunwoo) se irían.

## Miembros
| Integrantes      | Integrantes      | Integrantes          | Integrantes                       | Integrantes                                    |
| Nombre artístico | Nombre artístico | Nombre de nacimiento | Fecha de nacimiento               | Lugar de nacimiento                            |
| Romanización     | Hangul           | Romanización         | Fecha de nacimiento               | Lugar de nacimiento                            |
| ---------------- | ---------------- | -------------------- | --------------------------------- | ---------------------------------------------- |
| Nayoung          | 나영             | Lim Na Young         | 18 de diciembre de 1995 (29 años) | Asan, Chungcheong del Sur, Corea del Sur       |
| Roa              | 로아             | Kim Min Kyung        | 29 de julio de 1997 (27 años)     | Chuncheon, Corea del Sur                       |
| Yuha             | 유하             | Kang Kyung Won       | 5 de noviembre de 1997 (27 años)  | Gwangju, Corea del Sur                         |
| Eunwoo           | 은우             | Jung Eun Woo         | 1 de julio de 1998 (27 años)      | Bucheon, Corea del Sur                         |
| Rena             | 레나             | Kang Ye Bin          | 19 de octubre de 1998 (26 años)   | Gwacheon, Provincia de Gyeonggi, Corea del Sur |
| Kyulkyung        | 결경             | Zhou Jieqiong        | 16 de diciembre de 1998 (26 años) | Taizhou, Zhejiang, China                       |
| Yehana           | 예하나           | Kim Ye Won           | 22 de febrero de 1999 (26 años)   | Ilsan, Corea del Sur                           |
| Sungyeon         | 성연             | Sungyeon Bae         | 25 de mayo de 1999 (26 años)      | Seongdong-gu, Seúl, Corea del Sur              |
| Xiyeon           | 시연             | Park Jung Hyun       | 14 de noviembre de 2000 (24 años) | Suwon, Provincia de Gyeonggi, Corea del Sur    |
| Kyla             | 카일라           | Kyla Solhee Massie   | 26 de diciembre de 2001 (23 años) | California, Estados Unidos                     |

## Discografía

### EP
| Título                                                                              | Detalles del álbum                                                                                        | Posiciones en gráficos | Posiciones en gráficos | Posiciones en gráficos | Posiciones en gráficos | Ventas                       |
| Título                                                                              | Detalles del álbum                                                                                        | COR                    | JPN                    | TW                     | US World               | Ventas                       |
| ----------------------------------------------------------------------------------- | --- | ---------------------- | ---------------------- | ---------------------- | ---------------------- | ---------------------------- |
| HI! PRISTIN                                                                         | - Lanzamiento: 21 de marzo de 2017 - Discográfica: Pledis Entertainment - Formatos: CD y descarga digital | 4                      | 157                    | 10                     | 10                     | - COR: 23,519+ - JPN: 1,145+ |
| "—" denota canciones que no estuvieron en gráficos o no fueron puestos en libertad. | |                        |                        |                        |                        |                              |

### Sencillos promocionales
| Título                                                                              | Año  | Posiciones en los gráficos | Ventas          | Álbum       |
| Título                                                                              | Año  | COR                        | Ventas          | Álbum       |
| ----------------------------------------------------------------------------------- | ---- | -------------------------- | --------------- | ----------- |
| «We»                                                                                | 2016 | 113                        | - COR: 19,922+  | —           |
| «Wee Woo»                                                                           | 2017 | 49                         | - COR: 155,448+ | HI! PRISTIN |
| "—" denota canciones que no estuvieron en gráficos o no fueron puestos en libertad. |      |                            |                 |             |

### Banda sonora
| Título                                                                              | Año  | Posiciones en gráficos | Ventas         | Álbum                       | Miembro |
| Título                                                                              | Año  | COR                    | Ventas         | Álbum                       | Miembro |
| ----------------------------------------------------------------------------------- | ---- | ---------------------- | -------------- | --------------------------- | ------- |
| «병» (Sickness) (con Vernon)                                                        | 2016 | 144                    | - COR: 14,622+ | Love Revolution Webtoon OST | Eunwoo  |
| "—" denota canciones que no estuvieron en gráficos o no fueron puestos en libertad. |      |                        |                |                             |         |

### Collaborations
| Título                                                                              | Año  | Posiciones en gráficos | Ventas          | Álbum               | Miembro(s)                                          |
| Título                                                                              | Año  | COR                    | Ventas          | Álbum               | Miembro(s)                                          |
| ----------------------------------------------------------------------------------- | ---- | ---------------------- | --------------- | ------------------- | --------------------------------------------------- |
| «Pick Me» (con participantes de Produce 101)                                        | 2016 | 9                      | - COR: 893,723+ | —                   | Nayoung, Roa, Yuha, Eunwoo, Rena, Kyulkyung, Xiyeon |
| «24시간» (24 Hours) (con Make Some Noise)                                           | 2016 | 44                     | - COR: 159,877+ | 35 Girls 5 Concepts | Rena, Kyulkyung                                     |
| «Fingertips» (con Pinkrush)                                                         | 2016 | 21                     | - COR: 319,224+ | 35 Girls 5 Concepts | Nayoung, Eunwoo                                     |
| «Yum Yum» (con 7 Go Up)                                                             | 2016 | 14                     | - COR: 579,478+ | 35 Girls 5 Concepts | Xiyeon                                              |
| "—" denota canciones que no estuvieron en gráficos o no fueron puestos en libertad. |      |                        |                 |                     |                                                     |

## Filmografía

### Televisión

#### Reality shows
| Año  | Título                  | Televisora | Integrante(s)                                       | Notas                                                         |
| ---- | ----------------------- | ---------- | --------------------------------------------------- | ------------------------------------------------------------- |
| 2012 | Superstar K4            | Mnet       | Eunwoo                                              |                                                               |
| 2013 | The Voice Kids          | Mnet       | Eunwoo                                              |                                                               |
| 2015 | Show Me The Money       | Mnet       | Rena                                                | Eliminada en la 2.ª ronda                                     |
| 2016 | Produce 101             | Mnet       | Nayoung, Roa, Yuha, Eunwoo, Rena, Kyulkyung, Xiyeon | Nayoung y Kyulkyung llegaron al top 11 como miembros de I.O.I |
| 2016 | Standby I.O.I           | Mnet       | Nayoung, Kyulkyung                                  |                                                               |
| 2016 | Girl Spirit             | JTBC       | Sungyeon                                            |                                                               |
| 2016 | LAN Cable Friends I.O.I | Mnet       | Nayoung, Kyulkyung                                  | Aparición de Eunwoo en el episodio 2                          |

#### Dramas
| Año  | Título                       | Televisora | Integrante(s) | Notas             |
| ---- | ---------------------------- | ---------- | ------------- | ----------------- |
| 2010 | Grudge: The Revolt of Gumiho | KBS        | Xiyeon        |                   |
| 2016 | Entourage                    | tvN        | Nayoung       | Cameo, episodio 1 |

#### Programas de variedades
| Año  | Título                               | Televisora  | Integrante(s)      | Notas              |
| ---- | ------------------------------------ | ----------- | ------------------ | ------------------ |
| 2016 | Talents for Sale                     | KBS2        | Nayoung, Kyulkyung | Episodios 1, 2     |
| 2016 | Two Yoo Project Sugar Man            | JTBC        | Nayoung, Kyulkyung | Episodio 28        |
| 2016 | Hello, Our Native Language           | KBS1        | Nayoung            | Episodio 13        |
| 2016 | SNL Korea                            | tvN         | Nayoung, Kyulkyung | Episodio 149       |
| 2016 | Battle Trip                          | KBS2        | Nayoung, Kyulkyung | Episodio 4         |
| 2016 | Battle Trip                          | KBS2        | Kyulkyung          | Episodios 11, 12   |
| 2016 | Knowing Bros                         | JTBC        | Nayoung, Kyulkyung | Episodios 23, 53   |
| 2016 | Vitamin                              | KBS2        | Nayoung            | Episodio 630       |
| 2016 | With You 2                           | JTBC        | Nayoung, Kyulkyung |                    |
| 2016 | Taxi                                 | tvN         | Nayoung, Kyulkyung | Episodios 429, 430 |
| 2016 | Happy Together Season 3              | KBS2        | Nayoung            | Episodio 453       |
| 2016 | Hello Counselor                      | KBS2        | Kyulkyung          | Episodio 278       |
| 2016 | With You Season 2: The Greatest Love | JTBC        | Nayoung, Kyulkyung |                    |
| 2016 | Immortal Songs 2                     | KBS2        | Nayoung, Kyulkyung | Episodio 255       |
| 2016 | Sister's Slam Dunk                   | KBS2        | Nayoung, Kyulkyung | Episodio 6         |
| 2016 | A Man Who Feeds The Dogs             | Channel A   | Nayoung, Kyulkyung |                    |
| 2016 | After School Club                    | Arirang TV  | Nayoung, Kyulkyung | Episodio 224       |
| 2016 | Weekly Idol                          | MBC         | Nayoung, Kyulkyung | Episodio 266       |
| 2016 | I Can See Your Voice 3               | Mnet        | Nayoung, Kyulkyung | Episodio 11        |
| 2016 | Please Take Care of My Vanity 2      | FashionN    | Roa, Eunwoo        | Episodio 2         |
| 2016 | Please Take Care of My Vanity 2      | FashionN    | Yuha, Xiyeon       | Episodio 3         |
| 2016 | Star Show 360                        | MBC Every 1 | Nayoung, Kyulkyung | Episodios 5, 6     |
| 2016 | Yang and Nam Show                    | Mnet        | Nayoung, Kyulkyung | [ 29 ]             |
| 2016 | Abnormal Summit                      | JTBC        | Kyulkyung          | Episodio 126       |

## Videografía

### Videos musicales
| Año  | Título    | Director(s)                 | Notas                              |
| ---- | --------- | --------------------------- | ---------------------------------- |
| 2016 | «We»      | Jimmy (Brainshock Pictures) | Todas excepto Nayoung y Kyulkyung. |
| 2017 | «Wee Woo» |                             | Todas                              |
| 2017 | «We Like» |                             | Todas                              |

### Apariciones en videos musicales
| Año  | Título            | Artista        | Miembro(s)                           |
| ---- | ----------------- | -------------- | ------------------------------------ |
| 2010 | «Bang!»           | After School   | Xiyeon                               |
| 2010 | «A-ing»           | Orange Caramel | Xiyeon                               |
| 2011 | «Love Letter»     | Happy Pledis   | Xiyeon                               |
| 2014 | «Game Over»       | Kye Bum-zu     | Nayoung                              |
| 2014 | «My Copycat»      | Orange Caramel | Todas                                |
| 2014 | «Why are We»      | Troy           | Nayoung                              |
| 2014 | «Falling Slowly»  | Han Donggeun   | Roa                                  |
| 2015 | «Man of the Year» | Hanhae         | Nayoung                              |
| 2015 | «I'm Bad»         | NU'EST         | Xiyeon                               |
| 2015 | «Mansae»          | Seventeen      | Eunwoo, Rena, Kyulkyung              |
| 2015 | «Pick Me»         | Produce 101    | Todas excepto Yehana, Sungyeon, Kyla |
| 2016 | «Overcome»        | NU'EST         | Yuha                                 |
| 2016 | «Crush»           | I.O.I          | Nayoung, Kyulkyung                   |
| 2016 | «Dream Girls»     | I.O.I          | Nayoung, Kyulkyung                   |
| 2016 | «Whatta Man"      | I.O.I          | Nayoung, Kyulkyung                   |
| 2016 | «If You»          | Ailee          | Nayoung                              |
| 2016 | «I Dream»         | Girl Spirit    | Sungyeon                             |
| 2016 | «Daybreak»        | NU'EST         | Roa                                  |
| 2016 | «Very Very Very»  | I.O.I          | Nayoung, Kyulkyung                   |
| 2017 | «Downpour»        | I.O.I          | Nayoung, Kyulkyung                   |

## Conciertos/Giras
| #  | Fecha                    | Día de miembro | Invitados especiales          |
| -- | ------------------------ | -------------- | ----------------------------- |
| 01 | 14 de mayo de 2016       | Rena           |                               |
| 02 | 21 de mayo de 2016       | Xiyeon         |                               |
| 03 | 28 de mayo de 2016       | Sungyeon       |                               |
| 04 | 4 de junio de 2016       | Eunwoo         |                               |
| 04 | 11 de junio de 2016      | Yehana         |                               |
| 06 | 18 de junio de 2016      | Kyla           |                               |
| 07 | 25 de junio de 2016      | Yuha           |                               |
| 08 | 2 de julio de 2016       | Roa            |                               |
| 09 | 23 de julio de 2016      | Sungyeon       |                               |
| 10 | 30 de julio de 2016      | Xiyeon         | Hwang Inseon                  |
| 11 | 6 de agosto de 2016      | Yehana         | Park Soyeon                   |
| 12 | 13 de agosto de 2016     | Eunwoo         | D.A.L, Kim Dajung, Kim Jisung |
| 13 | 20 de agosto de 2016     | Kyla           | An Yeseul                     |
| 14 | 27 de agosto de 2016     | Rena           | Yoon Seohyung                 |
| 15 | 3 de septiembre de 2016  | Yuha           | I.O.I                         |
| 16 | 10 de septiembre de 2016 | Roa            | Han Donggeun                  |